# 地域増強システム

Local area augmentation system (LAAS)のイメージ

地域増強システム（ちいきぞうきょうしすてむ、英語: local-area augmentation system (LAAS)）は、GPS信号のリアルタイム差分補正に基づく全天候型航空機着陸システムである。空港周辺に設置されたローカル基準受信機は、空港内の中央拠点にデータの送信を行う。このデータを使用して補正メッセージが作成され、VHFデータリンクを介してユーザーに送信する。航空機に搭載された受信機はこの情報を使用してGPS信号を補正し、標準的なILSスタイルのディスプレイを提供し、精密アプローチの飛行に使用できる。
FAAはLAASという用語の使用を停止し、国際民間航空機関(ICAO)の用語であるGround-Based Augmentation System (GBAS)に移行した。FAAは連邦政府によるGBAS取得の計画を無期限に延期しているが、システムは空港で導入し、連邦政府以外の航法補助として設置することができる。

## 歴史
国際民間航空機関(ICAO)の標準およびStandards and Recommended Practices(SARPS)、無線周波数ナビゲーションに関する附属書10で特定された航空基準を備えた地上型衛星航法補強システム(GBAS)は、精密着陸をサポートするためのGPSの拡張に関する国際標準を提供する。これらの規格の歴史は、米国航空局が地域増強システム(LAAS)を開発するための米国での取り組みにまでさかのぼることができる。現在の国際用語はGBASおよびGBASランディングシステム(GLS)は、多くの参考文献はまだLAASに言及している。
GBASはGNSS衛星を監視し、GBASステーション周辺のユーザーに補正メッセージを提供する。この監視により、GBASはGPS衛星の異常な動作を検出し、航空用途に適した時間枠でユーザーに警告することができる。GBASはGPS信号に補正を提供し、その結果、航空機の精密進入操作をサポートするのに十分な精度が向上する。GBASのしくみの詳細については、「GBAS-How It Works（英語）」を参照。
現在のGBAS規格は、単一のGNSS周波数のみを補強し、カテゴリー1の最小値への着陸をサポートする。これらのGBASシステムは、GBASアプローチサービスタイプC(GAST-C)として識別される。GAST-Dシステムのドラフト要件は、ICAOによって審査中である。GAST-Dシステムは、カテゴリーIIIの最小値までの運用をサポートする。多くの組織が多周波数GBASの研究を行っており、その他にもGBASのガリレオ補正の追加を検討している団体も存在する。
ハネウェルは、Non-Federal CAT-1 GBASを開発し、2009年9月に連邦航空局（FAA）からシステム設計の承認を得ている。2012年9月28日、ニューアーク・リバティー国際空港のGBAS設置が運用承認を取得した。ジョージ・ブッシュ・インターコンチネンタル空港に設置された2番目のGBASは、2013年4月23日に運用承認を受けた。ハネウェルのシステムは国際的にも設置されており、ドイツのブレーメンに運用システムがある。

## 精度
現在のカテゴリー1(GAST-C)GBASは、横方向に16m、垂直方向に4mのカテゴリI精密アプローチ精度を達成している。開発予定のGAST-D GBAの目標は、カテゴリーIII精密アプローチ機能を提供することである。カテゴリIIIシステムの横方向および垂直方向のエラーの最小精度は、RTCA DO-245A「地域増強システム(LAAS)の最低性能基準」で指定されている。GAST-D GBASは、「オートランド」システムを使用して、航空機が視界ゼロでの着陸を可能とする。

## 精度の比較
| システム                     | 95%の精度 (横方向/垂直方向) | 詳細 |
| ---------------------------- | --------------------------- | --- |
| LORAN-C 仕様                 | 460 m / 460 m               | LORAN-Cシステムの指定された最低の精度。 |
| 距離測定装置 (DME) 仕様      | 185 m (直線)                | DMEは、無線通信により航空機と地上局との直線距離を航空機から測定する装置。 |
| GPS 仕様                     | 100 m / 150 m               | Selective Availability (SA) オプションがオンになっているGPSシステムの指定精度。SAは2000年5月2日に解除された。 |
| LORAN-C 測定された再現性     | 50 m / 50 m                 | アメリカ沿岸警備隊は、時差モードで50メートルの「位置に戻る」精度を報告。 |
| ディファレンシャルGPS (DGPS) | 10 m / 10 m                 | ディファレンシャルGPS (DGPS) 最低精度。アメリカ合衆国運輸省とアメリカ国防総省が共同で発表した2001年の連邦無線ナビゲーションシステム（FRS）レポートによると、精度は施設からの距離によって低下し、1m未満の場合もあるが、通常は10m未満の精度。 |
| eLORAN再現性                 | 8 m / 8 m                   | 利用可能なすべての信号とHフィールドアンテナを同時に使用し報告された精度。 |
| 広域増強システム(WAAS)仕様   | 7.6 m / 7.6 m               | 高精度アプローチで使用するためにWAASが提供しなければならない最低の精度。 |
| GPS 測定                     | 2.5 m / 4.7 m               | FAAのNational Satellite Test Bed(NSTB)の調査結果に基づいて、Selective Availability (SA) をオフにした状態でのシステムの実際の測定精度(受信機エラーを除く)。                                                                                  |
| 広域増強システム(WAAS)測定   | 0.9 m / 1.3 m               | NSTBの調査結果に基づく、システムの実際に測定された精度(受信機エラーを除く)。 |
| 地域増強システム (LAAS) 仕様 |                             | LAASプログラムの目標は、カテゴリーIIIC 機能を提供することで、航空機は「オートランド」システムを利用して視界ゼロで着陸することができ、<1mという非常に高い精度を示す。                                                                        |